# Fossetta (torrente)
La Fossetta è un torrente che scorre in Piemonte, nella provincia di Novara. 

## Percorso
Il torrente nasce a Novara, nella zona ovest dell'abitato del quartiere di Santa Rita. Qui, viene alimentato artificialmente dal Cavo Dassi, essendo la sorgente naturale prosciugata per quasi tutto l'anno.
Giunto presso la cascina Cortenuova, in territorio di Torrion Quartara, il torrente compie una serie di rapide e cascatelle per raggiungere il livello della piana dell'Agogna; successivamente la Fossetta si allarga ed un canale devia quasi tutta la portata alla centrale Enel di Novara. Dopo circa 500 metri il corso d'acqua giunge presso il depuratore della città dove la portata rientra nel torrente. Viene sovrappassata dal collettore Fognario Novarese e infine dopo 10,4 km di corso affluisce nell'Agogna.

## Portata
Il regime della Fossetta è tipicamente artificiale, e risente del fabbisogno irriguo, essendo utilizzata solo per l'irrigazione. La sorgente del torrente risulta quasi sempre secca, ma nelle stagioni di magra la Fossetta è sempre perenne, seppur con afflussi molto minori.
La Fossetta, a dispetto della sua brevità (circa 10 km) può vantare una portata media annua abbastanza elevata, che non scende mai sotto i 10 litri al secondo.